# Иуст Лионский
Иу́ст Лио́нский, также Иу́ст Лугду́нский (фр. Just, лат. Iustus; начало IV века, Турнон, Виваре — 390, Скитская пустыня, Египет) — 13-й епископ Лионский (ок. 350—381), святой, почитаемый католической и православной церквами.
Родился в первой половине IV века в Турноне, в семье правителя провинции Виваре. Его родители хотели дать сыну христианское образование, и потому послали его в услужение к Пасхасию, архиепископу Вьенскому. Молодой человек проявлял успехи в учёбе, так что Клавдий, преемник скончавшегося Пасхасия, сделал его дьяконом.
Около 350 года Лионская епископская кафедра оказалась вакантна, и Иуст, вопреки своему желанию, был принужден занять её. Иуст принимал участие в качестве одного из делегатов от Галлии в двух церковных соборах: Валансском (374 год) и Аквилейском (381 год).
Вскоре после возвращения в Лион с последнего из них, Иуст сложил с себя полномочия епископа и отправился в паломничество, сопровождаемый лишь одним послушником по имени Виатор, впоследствии также объявленным святым. В монастыре в Египте, в Скитской пустыне он провёл несколько лет в качестве простого монаха.
Житие Иуста было записано в конце IV века одним лионским монахом. Именем Иуста названа одна из главных Лионских церквей в районе Старый Лион.